# Dejan Bizjak
Dejan Bizjak (Celje, 21 aprile 1988) è un giocatore di calcio a 5 sloveno.

## Carriera

### Club
Laterale forte fisicamente e dotato di spiccate doti offensive, Bizjak è cresciuto in patria nelle file del KMN Sevnica in cui ha militato dal 2006 al 2010. Nella stagione 2011-12 si trasferisce nella formazione serba del Ekonomac prima di tornare in patria nella stagione successiva con la maglia del Puntar. Gioca per una stagione nel campionato francese con il Tolone Elite allenato da Felice Mastropierro, per trasferirsi nell'estate 2014 al Forlì militante nella serie A2 italiana.

### Nazionale
Bizjak ha esordito nella nazionale slovena il 20 ottobre 2012. Due anni più tardi il ct Dobovičnik lo inserisce nella lista dei 14 convocati per il campionato europeo.

## Palmarès
- Campionato serbo: 1

Ekonomac: 2011-12